# Far Cry 2
Far Cry 2 è un videogioco sparatutto in prima persona del 2008 sviluppato da Ubisoft Montreal e pubblicato da Ubisoft per Windows, PlayStation 3 e Xbox 360. Secondo capitolo della serie Far Cry, ne è stata realizzata una versione sparatutto dall'alto per i telefoni cellulari, sviluppata e pubblicata da Gameloft.

Ambientato in un immaginario paese dell'Africa orientale inghiottito dalla guerra civile, la trama del gioco segue un mercenario incaricato di uccidere lo Sciacallo, un trafficante di armi che infiamma il conflitto. Il giocatore naviga nel mondo aperto, completando missioni per fazioni e alleati chiamati Amici mentre gestisce la propria salute e il proprio equipaggiamento. Una modalità multiplayer competitiva prevede che i giocatori combattano in squadre o individualmente per completare obiettivi sulla mappa di gioco.

Il logo del videogioco.

## Trama
(Jack Carver/Lo Sciacallo)
La trama di Far Cry 2 è ambientata in un piccolo paese dell'Africa centrale senza nome, diviso in due regioni: Leboa-Sako e Bowa-Seko. Lo stato è logorato da una guerra civile che ormai imperversa da anni e che costringe parecchi civili all'abbandono del paese con ogni mezzo possibile. Il Leboa-Sako, dopo decenni di dominazione da parte dei coloni inglesi, ha avuto la sua indipendenza ed è stato governato da un re per parecchio tempo, ma nell'anno 2008 scoppiò una guerra civile molto sanguinosa che costrinse il re ad abbandonare il paese in fretta e furia, lasciando così un enorme vuoto di potere. Di questa situazione assai precaria approfitteranno alcuni comandanti ed ex-soldati del vecchio esercito reale, fondando due opposte fazioni con ideali diversi.
La prima, l'Alliance for Popular Resistance (APR), capeggiata da Oliver Tambossa, incita i cittadini alla lotta armata e alla violenza per annientare tutti coloro che hanno idee diverse dal leader. Lo United Front for Liberty and Labour (UFLL) è guidata dall'astuto signore della guerra Addi Mbantuwe, il quale vorrebbe portare il paese in una condizione di pace e ricchezza a qualsiasi costo, pur dovendo ricorrere alla violenza. La situazione nel paese degenera molto in fretta, sfociando in un vero e proprio conflitto armato: i soldati di entrambi gli schieramenti occupano le principali città e molti civili si danno alla fuga. Questa situazione di belligeranza non fa altro che attirare una miriade di mercenari, tentati dai guadagni facili, nonché uno spietato commerciante d'armi che si fa chiamare Lo Sciacallo, il quale ha deciso di arricchirsi vendendo armi alle fazioni e ai vari mercenari per incrementare sia i profitti che la durata della guerra.
Il protagonista del gioco è un mercenario, che il giocatore potrà scegliere tra i 9 messi a disposizione dagli sviluppatori, il quale decide di recarsi in Leboa-Sako per guadagnare denaro; il suo compito è quello di uccidere lo Sciacallo, affinché la guerra termini e la pace sia ristabilita. Appena arrivato nel paese via aereo, il protagonista assume un tassista locale chiedendogli di portarlo a Pala, la capitale; durante il viaggio su una vecchia jeep color giallo, che funge da taxi, la guida/tassista gli mostra alcune zone di questa parte d'Africa. Dopo aver superato svariati villaggi e posti di blocco il taxi raggiunge la capitale, che ha l'aspetto di una piccola cittadina formata da vecchi edifici coloniali sopra il letto del fiume.
All'improvviso il protagonista viene colpito da una forma di malaria e sviene davanti all'hotel dove dovrebbe alloggiare; al suo risveglio si trova in una delle stanze dell'albergo insieme ad un uomo che sta frugando nei suoi bagagli. Dopo aver terminato la perquisizione, l'uomo rivela di essere Lo Sciacallo e di sapere che il protagonista è un mercenario inviato per ucciderlo e per troncare la guerra. Lo Sciacallo quindi minaccia il mercenario prima con un machete, intimandogli di evitare di mettersi contro di lui oppure a provare ad ucciderlo, dopodiché tira fuori una pistola Star .45 (imitazione della più celebre Colt M1911) e gliela punta in testa; viene però interrotto dall'ennesima schermaglia scoppiata tra l'APR e l'UFLL nelle strade di Pala; per paura di essere scoperto nell'hotel dai soldati di una fazione, Lo Sciacallo abbandona in fretta la stanza dimenticandosi la pistola e il machete. Dopo qualche minuto il protagonista riprende le forze, assai limitate dalla malaria, prende la pistola e il machete ed esce dall'hotel finendo nel bel mezzo dello scontro armato. Non avendo abbastanza colpi, rimane ferito e sviene per la seconda volta. Dopo parecchie ore il mercenario si risveglia e scopre di essere stato catturato da un manipolo di soldati di una delle due fazioni, dai quale viene assunto per combattere lo schieramento opposto; non avendo scelta il protagonista accetta e, dopo essersi equipaggiato (con armi che variano a seconda della fazione che lo salva), viene mandato a combattere alcuni soldati nemici che avevano preso il possesso di un piccolo avamposto nella giungla.
Il giocatore potrà scegliere con quale fazione allearsi e quindi determinare il corso della trama. Durante il gioco, il giocatore incontra diversi mercenari che lo aiuteranno in caso di bisogno e per cui il giocatore potrà compiere missioni secondarie, e incontra inoltre anche un giornalista di nome Reuben Olwangembi che gli chiede di trovare le cassette dello Sciacallo sparse per il territorio. Dopo parecchie avventure, ad un certo punto il giocatore finirà comunque per rincontrare in Bowa-Seko Lo Sciacallo, che ha un piano per far terminare il conflitto e per salvare numerosi civili. Dunque il protagonista segue le sue indicazioni, uccidendo i capi delle due fazioni, che progettavano una tregua per distogliere l'attenzione dell'occidente, e recuperando una valigetta di diamanti, inimicandosi così il gruppo di mercenari con cui ha collaborato durante il gioco, che progettava una fuga e avrebbe pagato un aereo con quei diamanti.
Successivamente il protagonista va di nuovo dallo Sciacallo, intenzionato a far fuggire numerosi civili che altrimenti verrebbero sterminati da un esercito composto da entrambe le fazioni. Per farlo, vuole far crollare un costone di una montagna per bloccare temporaneamente l'avanzata dell'esercito e corrompere le guardie di frontiera con i diamanti recuperati in modo che non blocchino la fuga dei civili, ma non ha tempo per fare tutto da solo, quindi chiede al protagonista di scegliere: o fa detonare la dinamite che farà crollare il costone roccioso, morendo nell'esplosione visto che può essere innescata solo a distanza ravvicinata, oppure va dalle guardie di frontiera e successivamente, finito il lavoro, si spara in testa, per cercare di impedire che il conflitto si riaccenda. Naturalmente, qualunque scelta faccia il giocatore, sia Lo Sciacallo che il mercenario che impersona il giocatore moriranno, ma a Leboa-Sako, nonostante il conflitto sia finito, non ci sarà un governo stabile. Nonostante venga dato per morto dal governo, il corpo dello Sciacallo non viene rinvenuto, lasciando la sua fine nel mistero.

## Modalità di gioco
Far Cry 2 è uno sparatutto in prima persona; il personaggio giocabile è selezionato da una lista di nove mercenari disponibili; i restanti otto e alcuni altri tre non giocabili (le mercenarie Flora Guillen, Michelle Dachss e Nasreen Davar) vengono distribuiti nel mondo una volta avviato il gioco. L'ambiente copre una varietà di terreni, che vanno dal deserto, alla savana, alla giungla. Il giocatore ha accesso a una selezione di trenta armi da fuoco tra cui pistole, fucili d'assalto, lanciarazzi, fucili di precisione e mortai. Può anche essere usato un machete per le uccisioni in mischia. Molte missioni in Far Cry 2 comportano l'assalto o l'infiltrazione negli accampamenti, molti dei quali contengono rifornimenti. Il mercenario può tentare un assalto frontale o avvicinarsi di soppiatto e portare a termine la propria missione usando la furtività.
Dopo l'area del tutorial di apertura, il mercenario può vagare liberamente attraverso l'ambiente aperto del gioco, completando le missioni della storia principale e le missioni secondarie sia per le due principali fazioni del gioco che per un terzo gruppo indipendente in aree cittadine neutrali. Gli altri mercenari trovati nel mondo aperto sono amici e possono essere trovati negli insediamenti o tenuti prigionieri da una delle fazioni. A seconda delle interazioni, il giocatore avrà un migliore amico e un secondo migliore amico, che lo chiamerà quando una missione viene accettata per offrire informazioni opzionali e supporto in combattimento. Se i compagni vengono feriti durante le missioni e non vengono curati in tempo, muoiono e verranno rimossi permanentemente dal resto del gioco. Il giocatore può salvare manualmente i propri progressi in rifugi sotto il controllo di nemici appartenenti ad APR o UFLL; nelle versioni PlayStation 3 e Xbox 360 sono l'unico posto in cui è possibile salvare la partita, mentre la versione Microsoft Windows consente al giocatore di salvare ovunque.
La salute del giocatore è rappresentata da una barra con cinque segmenti, che non si rigenerano se esauriti completamente; può essere ripristinata usando delle siringhe medicinali, di cui si dispone in numero limitato, o bevendo dell'acqua da delle bottiglie che si trovano più frequentemente negli accampamenti nemici. Se la vita del giocatore scende a zero, apparirà un amico che lo salverà e lo porterà in salvo; qualora si morisse di nuovo, il gioco termina e deve essere riavviato da un salvataggio precedente. Fin dall'inizio del gioco il mercenario soffre di malaria, che colpisce a intervalli regolari e provoca disorientamento, offuscamento della vista e impossibilità di correre. Gli attacchi di malaria possono essere curati con una medicina apposita, che può essere ottenuta solo da una fazione non ostile, gli Attivisti Indipendenti, completando le missioni per loro. Nel corso del gioco, le azioni del mercenario aumentano la loro reputazione, sbloccando più missioni ma anche rendendo gli Attivisti Indipendenti meno contenti di aiutarlo.
Il mercenario può navigare il mondo a piedi, viaggiare tra zone sicure utilizzando le linee di autobus e utilizzare veicoli. Al di fuori delle zone sicure, il mercenario verrà attaccato quando viene individuato da un gruppo ostile. I nemici sono anche progettati per reagire e adattarsi in base alle tattiche del mercenario e alla sua attuale reputazione. Diverse specie di animali possono essere incontrate nel gioco; sono in grado di distrarre il nemico oltre a renderli consapevoli della presenza del giocatore.
L'equipaggiamento e le armi possono essere acquistati solo usando la valuta di gioco, i diamanti grezzi; le armi dei nemici (o degli amici) si possono raccogliere da terra, ma non saranno mai in buone condizioni. Le armi infatti si degradano nel tempo, inceppandosi brevemente, e non possono essere pulite per ripristinare la loro durabilità, rendendo la continua sostituzione presso le armerie l'unico modo per avere sempre delle armi in condizioni migliori. Se si continua ad utilizzare un'arma, essa si incepperà sempre più frequentemente, arrivando alfine ad esplodere, dopodiché verrà definitivamente rimossa dall'inventario.
Oltre alla campagna per giocatore singolo, Far Cry 2 include una modalità multiplayer online competitiva separata, con squadre di un massimo di quattro giocatori che si schierano nel conflitto e si contendono gli obiettivi. Il gameplay multiplayer è basato sulle classi, con sei classi disponibili, e incorpora gli stessi elementi fisici e ambientali del gioco principale. Le modalità disponibili sono una versione di Cattura la bandiera, in cui i giocatori combattono per il controllo di un grande diamante insanguinato, e "Rivolta", una modalità in cui i capitani delle squadre devono catturare i nodi. Le partite sono classificate, con la squadra vincente che guadagna premi in base al proprio punteggio.

## Ambientazione e caratteristiche
Il gioco è ambientato in Africa, in uno dei tanti stati centro-africani dilaniati da sanguinose guerre civili. Probabilmente è il Ciad, infatti la prima parte del gioco è ambientata nei dintorni di Pala, città del Ciad. Nel gioco sono però anche presenti dei villaggi Dogon, popolazione originaria del Mali.
Il giocatore può muoversi con diversi mezzi, quali camion pesanti, berline anni novanta, fuoristrada, idroscivolanti, deltaplani e un fuoristrada armato con una mitragliatrice pesante. Il tutto avviene in tempo reale e in circa 50 chilometri di aree all'aria aperta tipiche del continente africano che vanno dalla steppa alla savana, dalla giungla al deserto. Grazie al nuovo motore grafico, il Dunia Engine, è possibile godere di un ciclo giorno-notte, musica dinamica e ambienti realistici spesso distruttibili. Il motore grafico consente inoltre al giocatore varie interazioni con l'ambiente, che si tratti di un cespuglio rotto perché investito con l'auto o di una casa danneggiata da una granata o dal colpo di un bazooka, e consente al giocatore di trovare diversi modi per completare le missioni. Il gioco gestisce anche il tempo e i cambiamenti atmosferici, e anch'essi influenzano il giocatore nelle missioni. Ad esempio, di notte è più facile entrare furtivamente negli accampamenti e la pioggia indebolisce gli effetti del fuoco e velocizza il deterioramento delle armi.

## Editor mappe
Il gioco permette di creare delle grandi mappe pubblicabili online. Grazie al potente editor, le mappe possono essere molto dettagliate e varie. Per esempio si possono creare deserti, città africane, fitte foreste o vaste bidonville. Tutte queste mappe possono essere rese più dettagliate da molti elementi tipici del continente africano come vasi, ceste o chioschi, e possono essere arricchite con svariati tipi di textures. Le mappe possono essere scaricate da Internet ed essere giocate da una vasta community di persone, che sfrutta gli elementi forniti dal creatore della mappa per vincere la sfida proposta.

## Espansioni
L'unico DLC di Far Cry 2 è "The Fortune's Pack"  che include nuovi veicoli e armi sia per la modalità singolo giocatore che per quella multigiocatore. I contenuti del DLC sono tre nuove armi (fucile con silenziatore, fucile a canne mozze e balestra) e due nuovi veicoli (l'Unimog e il Quad).

## Sviluppo
Il gioco è stato sviluppato da parte di Ubisoft Montréal, che il 30 marzo 2006 ha comunicato di aver acquisito tutti i diritti di proprietà intellettuale relativi al brand di Far Cry dagli ideatori dello stesso, la software house tedesca Crytek. La produzione è durata tre anni e mezzo, con il concept work iniziato durante la produzione di Far Cry Instincts (2005): nel luglio 2007, Ubisoft ha inviato una squadra di sviluppatori in Africa per svolgere una più approfondita ricerca per il gioco. Alcuni membri del team di Ubisoft Montréal hanno trascorso 2 settimane in diversi luoghi del continente africano e nelle aree intorno al Kenya, per compiere riprese fotografiche reali di fauna selvatica. La narrazione e il tono sono ispirati dalla novella di Joseph Conrad Cuore di tenebra e dal romanzo di Dashiell Hammett Red Harvest, entrambi concentrati su ciò che le persone fanno per riuscire a sopravvivere in circostanze disperate come quelle del videogioco. Il gioco è stato creato utilizzando Dunia, un motore di gioco creato da Ubisoft basato sul CryEngine di Far Cry.
L'annuncio di Far Cry 2 ha avuto luogo il 19 luglio 2007 a Parigi, da parte di Ubisoft, la quale ha dichiarato che il gioco era in fase di sviluppo e che sarebbe stato messo in commercio nella primavera del 2008. Nel dicembre del 2007, Ubisoft ha tuttavia annunciato un ritardo nello sviluppo, spostando la data di uscita al 21 ottobre 2008 su PC, PlayStation 3 e Xbox 360. Il gioco è stato infine commercializzato in quella data su tutte e tre le piattaforme.

## Accoglienza
Far Cry 2 ha ricevuto recensioni positive dalla critica, con elogi per l'ambientazione, il gameplay aperto, gli amici, il design del mondo e la grafica; la rivista Play Generation lo classificò come il quarto miglior gioco d'azione del 2008. Tuttavia, la sua scrittura, l'intelligenza artificiale e le questioni tecniche hanno ricevuto annotazioni negative. Ha ricevuto diverse nomination ai premi del settore videoludico; nel gennaio 2009 aveva venduto quasi tre milioni di copie in tutto il mondo. Anche dopo il rilascio, ha continuato a ricevere attenzione per la sua ambizione e le sue meccaniche di sopravvivenza; il team di sviluppo ha utilizzato il feedback del gioco per sviluppare Far Cry 3 (2012).